# Geely Xingyue
Geely Xingyue/Tugella (кит. 吉利星越, пиньин Jílì xīng yuè) — среднеразмерный кроссовер, выпускаемый компанией Geely Automobile с марта 2019 года.

## Описание
Впервые автомобиль был представлен в марте 2019 года. Индекс модели — FY11. Двигатели взяты от шведского производителя Volvo — трёхцилиндровый объёмом 1,5 литра и четырёхцилиндровый — 2 литра. Внешне автомобиль напоминает немецкую модель BMW X4.

## Модификации
- Geely Xingyue 300T — основная модель с бензиновыми двигателями внутреннего сгорания Volvo JLH-3G15TD G-Power MHEV I3-T и Volvo JLH-3G15TD PHEV I3-T, а также 7-ступенчатой трансмиссией с двойным сцеплением.
- Geely Xingyue 350T — автомобиль, похожий на Geely Xingyue 300T, но с бензиновым двигателем внутреннего сгорания Volvo JLH-4G20TDB I4-T и автоматической, 8-ступенчатой трансмиссией.
- Geely Xingyue 400T — флагманский электромобиль.

## Knewstar 001
В сентябре 2024 года Geely Tugella был исключён из модельного ряда в России, а в октябре 2024 года автомобиль вновь был представлен под названием Knewstar 001 с изменённой передней частью. Производство автомобиля было перенесено на завод, принадлежащий Yufun Auto в Харбине, Китай, с производственной мощностью 120000 автомобилей в год. Завод расположен недалеко от российской границы и ориентирован на экспорт в Россию. Линейка Knewstar в конечном итоге будет состоять из трёх моделей, включая компактный внедорожник Knewstar 002 и седан класса D. Эксперты и аналитики отрасли отметили, что этот бренд — попытка Geely дистанцироваться от России из-за угрозы международных санкций в связи со вторжением России на Украину.

## Продажи
| Год  | Продано |
| ---- | ------- |
| 2019 | 23944   |
| 2020 | 25339   |